# Saffloryt

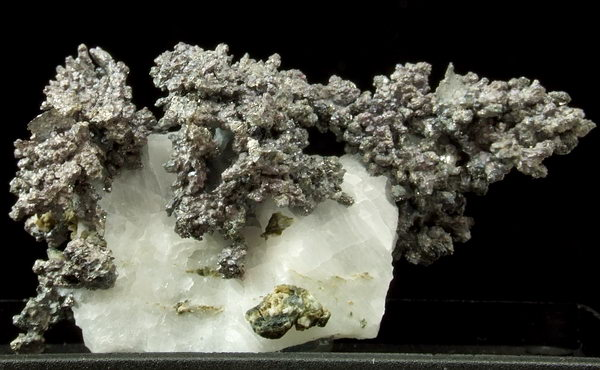
Saffloryt na kalcycie; pochodzenie: Bouismas, prowincja Warzazat, Sus-Masa-Dara, Maroko (okaz ma wielkość 4,7 cm)

Saffloryt – minerał z gromady arsenków. Należy do grupy minerałów rzadkich.
Nazwa pochodzi od niem. Safflor (ang. Safflower = krokosz barwierski), nawiązuje do zastosowania tego minerału do wyrobu barwnika.

## Charakterystyka

### Właściwości
Bardzo rzadko tworzy kryształy (rombowe) o pokroju słupkowym, bardzo podobne do kryształów löllingitu. Czasami wytwarza potrójne bliźniaki w formie gwiazd. Najczęściej występuje w skupieniach ziarnistych, zbitych, włóknistych, promienistych, nerkowatych, groniastych i promienistych. Bywa spotykany w postaci żył i gniazd. Jest kruchy, nieprzezroczysty, uderzony młotkiem wydziela zapach czosnku. Tworzy paragenezy z innymi arsenkami. Często zawiera domieszki w postaci miedzi, niklu i siarki.
Minerały podobne: chloantyt, skutterudyt, arsenopiryt.

### Występowanie
Minerał utworów hydrotermalnych niskich temperatur. Występuje w żyłach i gniazdach kruszcowych a minerały towarzyszące to: nikielin, skutterudyt, erytryn, srebro, bizmut, kalcyt, piryt, lelingit, syderyt, baryt, fluoryt.

### Miejsce występowania
- Na świecie: Niemcy – Schneeberg, Rudawy, Saksonia, Szwecja, Czechy, Włochy, Kanada.
- W Polsce: został stwierdzony w Miedziance, w okolicach Kowar, a w rejonie Lubina i Polkowic (Dolny Śląsk) napotkano odosobnione ziarna.

### Zastosowanie
- lokalna, podrzędna ruda kobaltu (28,23% Co),
- kolekcjonerskie.